# Athletic Club de Bobigny 93 rugby (féminines)
Pour la section masculine, voir Athletic Club de Bobigny 93 rugby.
Maillots
Actualités
L'Athletic Club Bobigny 93 rugby est un club français de rugby à XV basé à Bobigny. Il évolue en championnat de France féminin.
En tant que section féminine créée en 2003, il fait partie d'un club omnisports. La section masculine, créée en 1965, est quant à elle structurée en tant qu'association indépendante.

## Histoire
Avant-dernier de sa poule en 2024, le club doit disputer le play-down du championnat. Battu au deuxième tour par le Stade rennais, le club doit disputer le barrage de promotion-relégation contre le Stade rochelais, champions d'Élite 2. L'AC Bobigny l'emporte 26-6 et se maintient en Élite 1. À l'intersaison, le club recrute notamment les sœurs jumelles internationales italiennes Giulia et Micol Cavina.
Bobigny remporte lors de la saison 2024-2025 la première édition féminine du Supersevens, compétition de rugby à sept opposant les représentantes des équipes féminines du championnat de France de rugby à XV.

## Palmarès

### Détail du palmarès

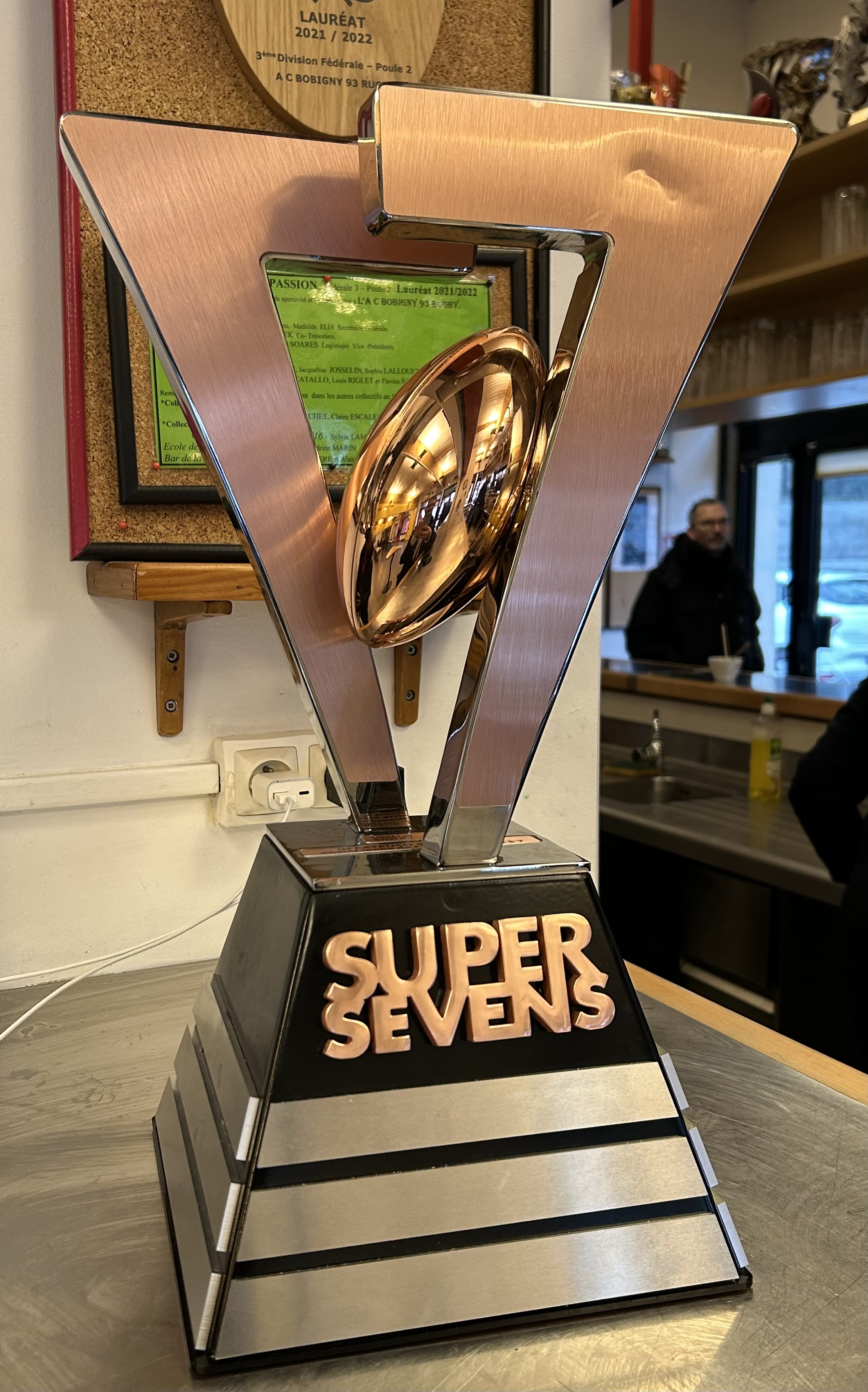
Le trophée 2025 du Supersevens.

- Championnat de France de 1re division :
  - Finaliste : 2014
- Championnat de France de 2e division :
  - Finaliste : 2005
- Championnat de France de 3e division :
  - Finaliste : 2004
- Championnat de France de Fédérale 2 :
  - Finaliste : 2011
- Championnat de France de rugby à sept élite féminine :
  - Champion : 2013, 2015
  - Finaliste : 2016
- Supersevens
  - Vainqueur : 2025
- Coupe de France à X :
  - Vainqueur : 2019
- Coupe de France féminine de rugby à XV :
  - Finaliste : 2022 et 2023

### Finales disputées
| Date de la finale | Vainqueur      | Finaliste           | Score | Lieu de la finale        | Spectateurs |
| ----------------- | -------------- | ------------------- | ----- | ------------------------ | ----------- |
| 27 avril 2014     | Montpellier HR | AC Bobigny 93 rugby | 29-19 | Stade de l'escale, Arnas |             |

## Personnalités du club

### Joueuses emblématiques

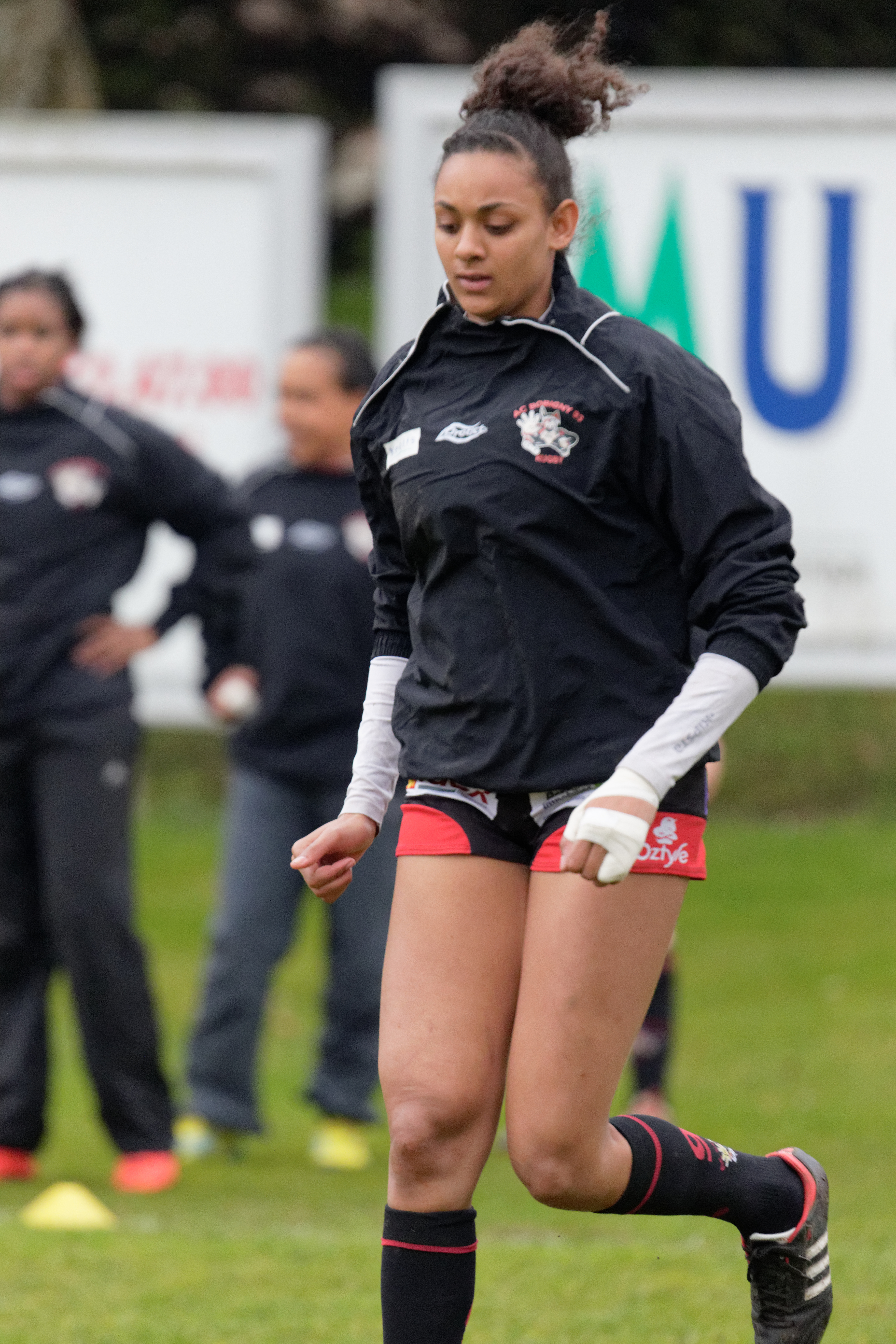
Anne-Cécile Ciofani, vice-championne du monde et vice championne olympique de rugby à sept, à l'échauffement en 2015.

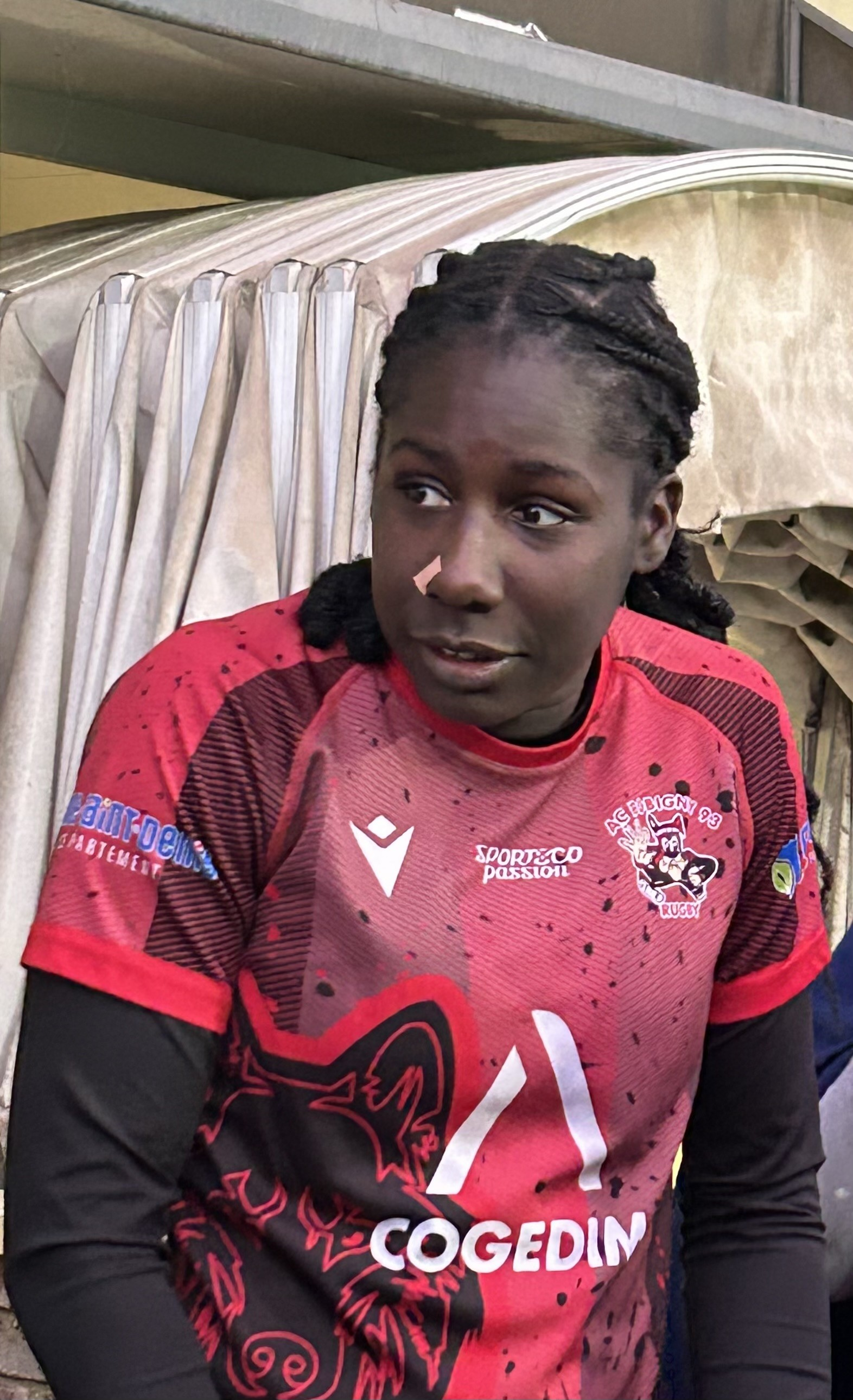
Hawa Tounkara en 2024.

- Sandrine Agricole
- Aïda Ba
- Fanny Griselin
- Pauline Biscarat
- Caroline Ladagnous
- Julie Annery
- Marion Lièvre
- Madoussou Fall
- Clémence Gueucier
- Coumba Diallo
- Assa Koïta
- Anne-Cécile Ciofani
- Nassira Konde
- Joanna Grisez

### Entraîneurs
- 2003-2017 : Fabien Antonelli

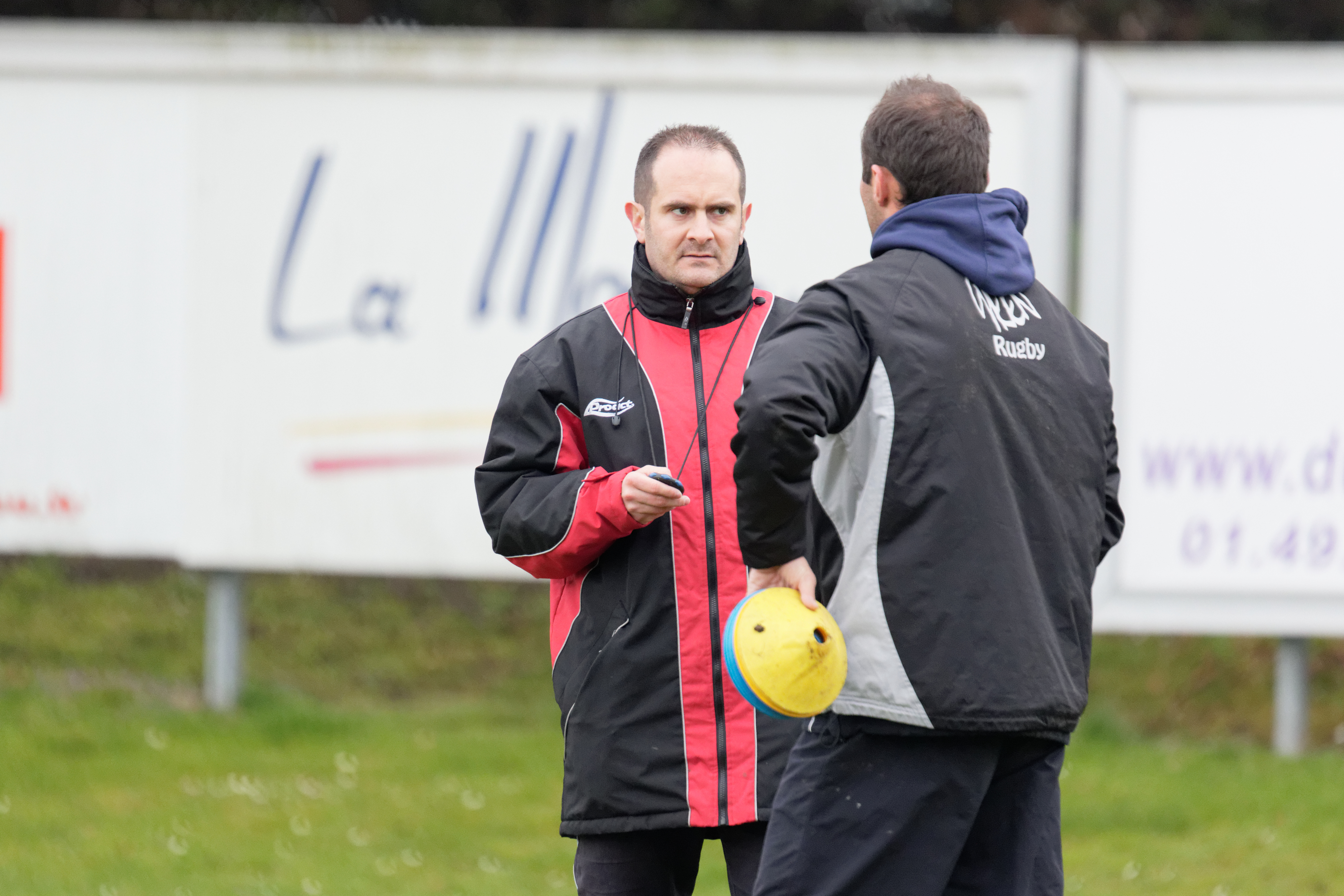
Fabien Antonelli, ici en 2015, manager de l'équipe féminine de 2003 à 2017.

- 2017-2023 : Alexandre Gau (avec Nicolas Boukaya et Vincent Boirit-Grillot)
- 2023- : Clémence Gueucier